# زبیریه
زبیریه (به عربی: الزبیریة) یک شهرداری در الجزایر است که در استان مدیه واقع شده‌است. زبیریه ۲۰۷٫۴ کیلومتر مربع مساحت و ۹٬۲۳۶ نفر جمعیت دارد.